# Karel Janšta

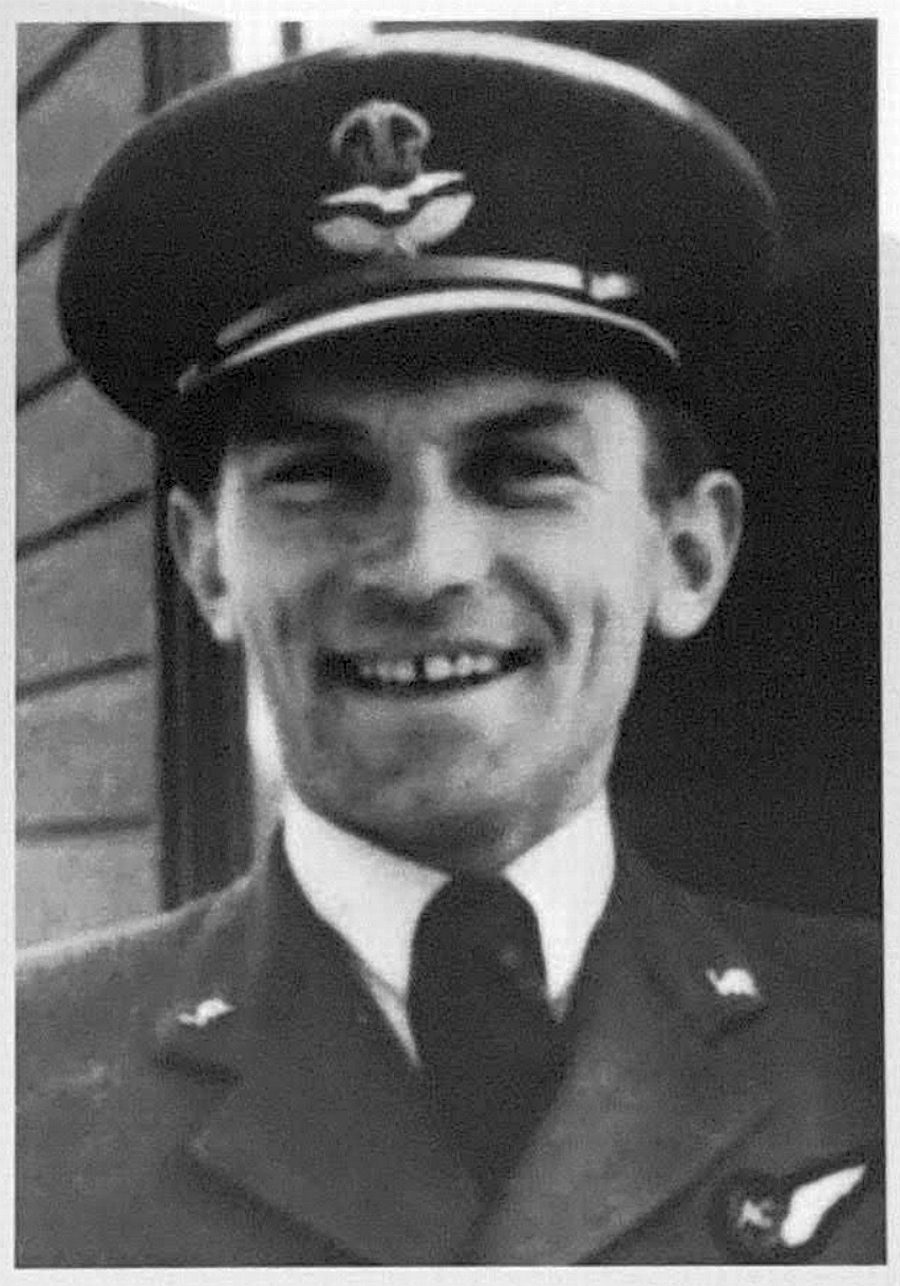
Karel Janšta v uniformě (před rokem 1952)

Karel Janšta (9. prosince 1912 Troubsko – 10. ledna 1986 Praha) byl za druhé světové války od roku 1940 příslušníkem 311. československé bombardovací perutě RAF. Od roku 1943 byl řádným členem Benešovy exilové vlády v Londýně, předsedou Branného výboru Státní rady československé, zakladatelem a předsedou Štefánikova fondu.

## Život
Karel Janšta se narodil 9. prosince 1912 v Troubsku u Brna jako syn zemědělského dělníka. Vyučil se zahradníkem.
Za první republiky byl členem Svazu letců republiky Československé (SLRČS) (číslo průkazu 1014). Dne 1. července 1936 (po skončení leteckého vzdělání) jej zařadili na letiště Praha (oddíl 36; letecký pluk 6; letka 71) jako polního leteckého střelce–radiotelegrafistu (13546–III/1).

### Druhá světová válka

#### Cesta do exilu
Po 15. březnu 1939 opustil ilegálně Protektorát Čechy a Morava a přes Polsko do Francie Ve Francii sloužil nejprve u Cizinecké legie a následně i u československé armády ve Francii. Z Francie se dostal do Anglie. Tady se připojil k zahraniční armádě.

#### Ve službách RAF
Do prvních leteckých bojových úkolů v 311. bombardovací perutě RAF se zapojil od 10. září 1940. (Létal jako zadní střelec.) Po splnění předepsaného počtu 200 nalétaných hodin (po tzv. splnění „túry“) vedl (ve funkci instruktora) střelecký výcvik nových posádek. V řadách RAF získal vojenskou hodnost F/Lt. a vykonával funkci Gunnery Leader (Vedoucí střelby).

#### Ve službách exilových struktur
V roce 1943 jej prezident exilové vlády v Londýně dr. Edvard Beneš jmenoval členem Československé Státní rady v Londýně. Karel Janšta jako jediný zástupce zahraniční armády v Londýně vykonával funkci předsedy branného výboru. Tuto funkci zastával až do svého návratu do Československa a to až do doby, kdy byl v jeho vlasti vytvořen nový parlament.

### Po druhé světové válce
V nové poválečné československé vládě měl před sebou vyhlídku zastávat vyšší funkce. V Londýně byl členem a hlavním organizátorem Společnosti Štefánikova Fondu pro pozůstalé po československých letcích. (Mezi letci pro tento fond získával a shromažďoval finanční prostředky.) Také byl řádným členem Československé sociální demokracie (od 1. srpna 1940, číslo průkazu 333) a řádným členem tělocvičné jednoty Sokol Londýn v československé zahraniční armádě. Až do roku 1948 pracoval Karel Janšta na ministerstvu obrany.
Po „vítězném“ únoru 1948 a uchopení moci komunisty v Československu se Janštova vize zastávat vyšší funkce v československé vládě rozplynula. V roce 1952 byl (obdobně jako mnozí další důstojníci ze západní i východní fronty) v rámci armádních personálních čistek nucen odejít z armády a od letectva. Zřídil si květinářství, ale tato jeho živnost byla konfiskována a v letech 1952 až 1969 se živil manuální prací jako asfaltér i dlaždič. Karel Janšta zemřel náhle dne 10. ledna 1986 v Praze (pohřeb 17. ledna 1986 v Praze–Motole; jeho popel byl rozptýlen). Po sametové revoluci (1989), pět let po smrti, v roce 1991 byl rehabilitován a prezident Václav Havel jej povýšil (in memoriam) do hodnosti plukovníka letectva ve výslužbě.

## Život v datech (přehled)
- 1940 až 1945: F/Lt a  Gennery leader v RAF – československý letec 311. bombardovací perutě;[3]
- 1940 až 1943: výkonný letec – palubní střelec – radista a instruktor palubních střelců;[3]
- 1943 až 1945: řádný člen exilové vlády v Londýně – předseda Branného výboru Státní rady československé, zakladatel a předseda Štefánikova fondu;[3]
- 1952 až 1969: asfaltér (dlaždič).[3][5]

## Životní krédo Karla Janšty
Nikdo a nikdy nemůže dostatečně ocenit naši práci a oběti. To můžeme jen my sami. Byli jsme skutečnými spojeneckými vojáky a prokázali jsme britské říši dobré služby, a tím i vlastní zemi. A toto sebevědomí, které nás naplňuje, nám nesmí nikdo brát, ani vzít.
Karel Janšta, Citace z pozůstalosti (poskytla: Jana Zachová), 

## Připomínka
Dne 8. prosince 2022 byla slavnostně odhalena na vnější fasádě funkcionalistického činžovního domu vlevo od vchodu (na adrese: Žitná ulice 2055/32 Praha 2 - Nové Město) pamětní deska věnovaná památce plukovníka Karla Janšty, který v tomto domě dlouhá léta žil až do svého skonu v roce 1986. Deska byla odhalena za přítomnosti jeho dcera Jany Zachové při příležitosti 110. výročí Janštova narození. Autorem desky je akademický sochař Petr Císařovský. Na pamětní desce jsou tyto nápisy: V TOMTO DOMĚ ŽIL V LETECH 1945 – 1986 // PLK. KAREL JANŠTA/ * 9. 12. 1912   † 10. 1. 1986 // ČS. LETEC A PILOTNÍ STŘELEC RAF / ČLEN EXILOVÉ VLÁDY V LONDÝNĚ 1943-1945 / ZA KOMUNISTŮ ASFALTÉR / ČEST JEHO PAMÁTCE // TUTO DESKU VĚNOVALA / MĚSTSKÁ ČÁST PRAHA 2.

## Galerie

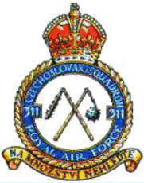
Insignie 311. čs. bombardovací perutě RAF v barvě (a s vojenským mottem: „Na množství nehleďte“)
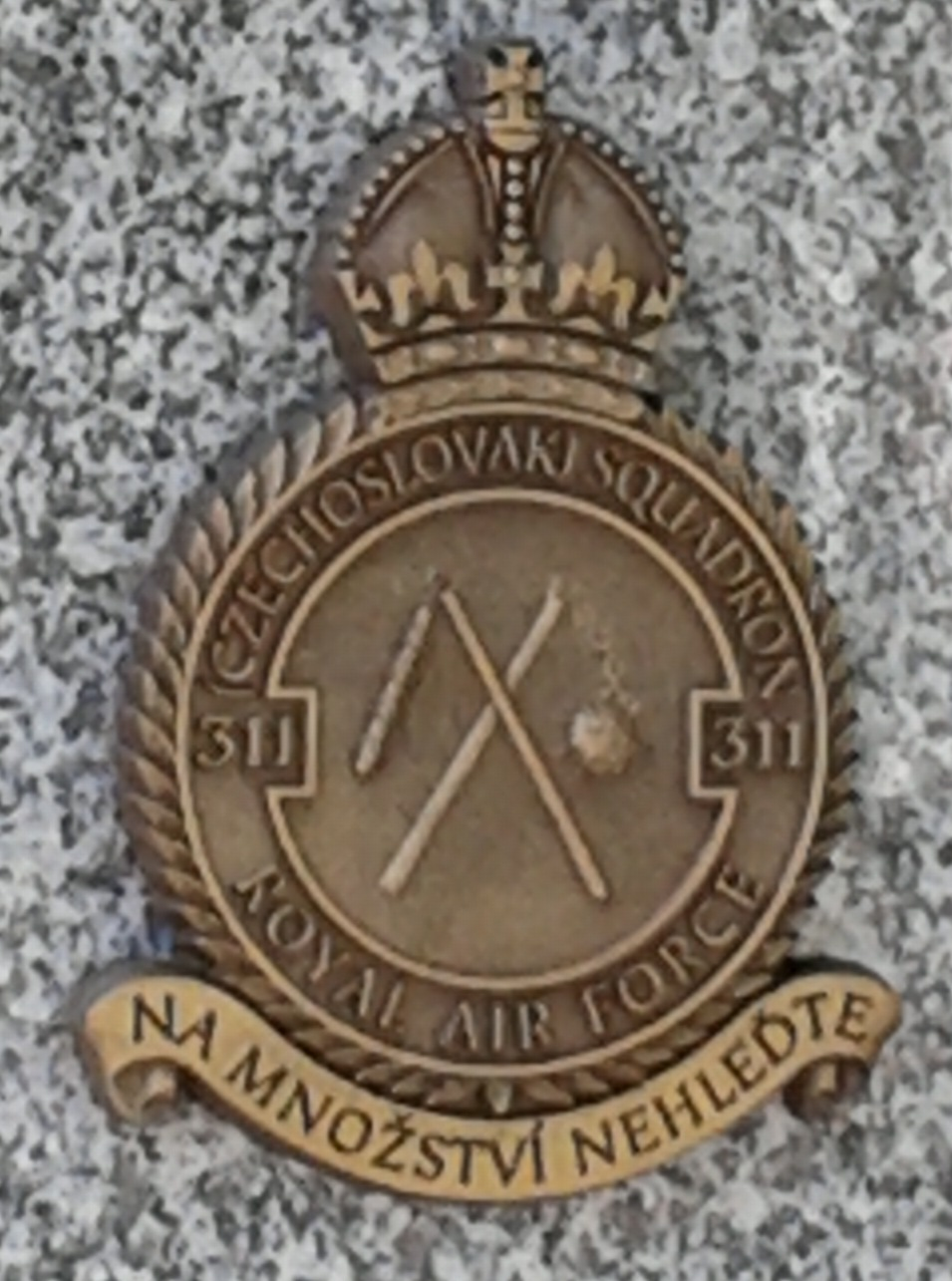
Insignie 311. čs. bombardovací perutě RAF na památníku 70. výročí návratu čs. perutí RAF u haly starého ruzyňského letiště v Praze
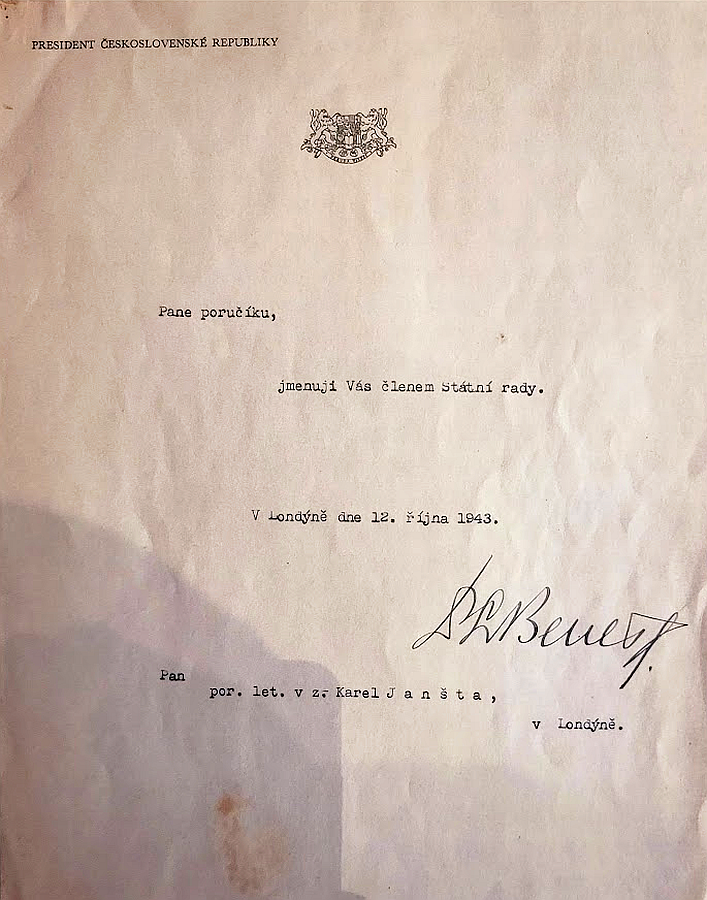
Jmenovací dopis, v němž dr. Edvard Beneš určuje Karla Janštu členem Státní rady československé
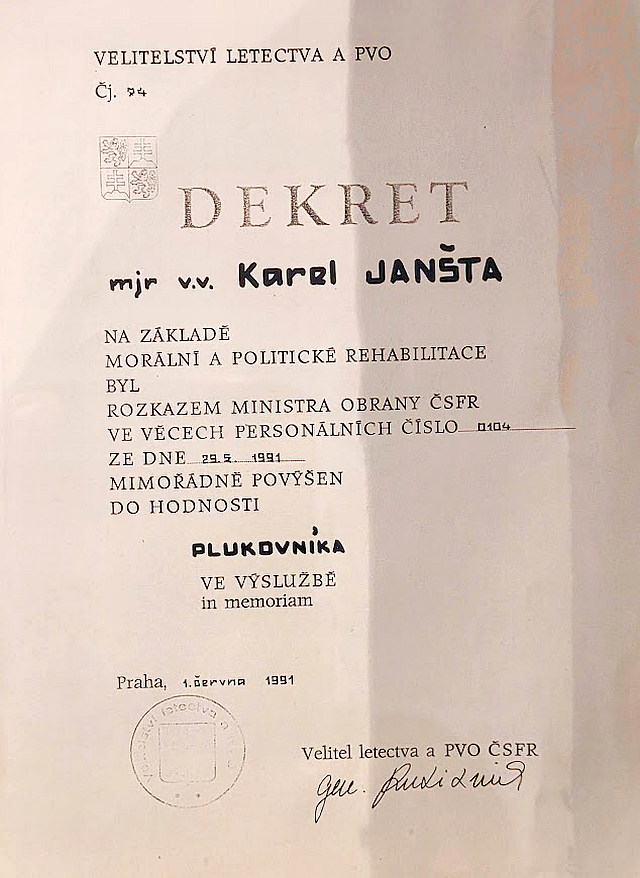
Rehabilitační dekret o povýšení Karlas Janšty do hodnosti plukovníka letectva ve výslužbě (in memoriam)
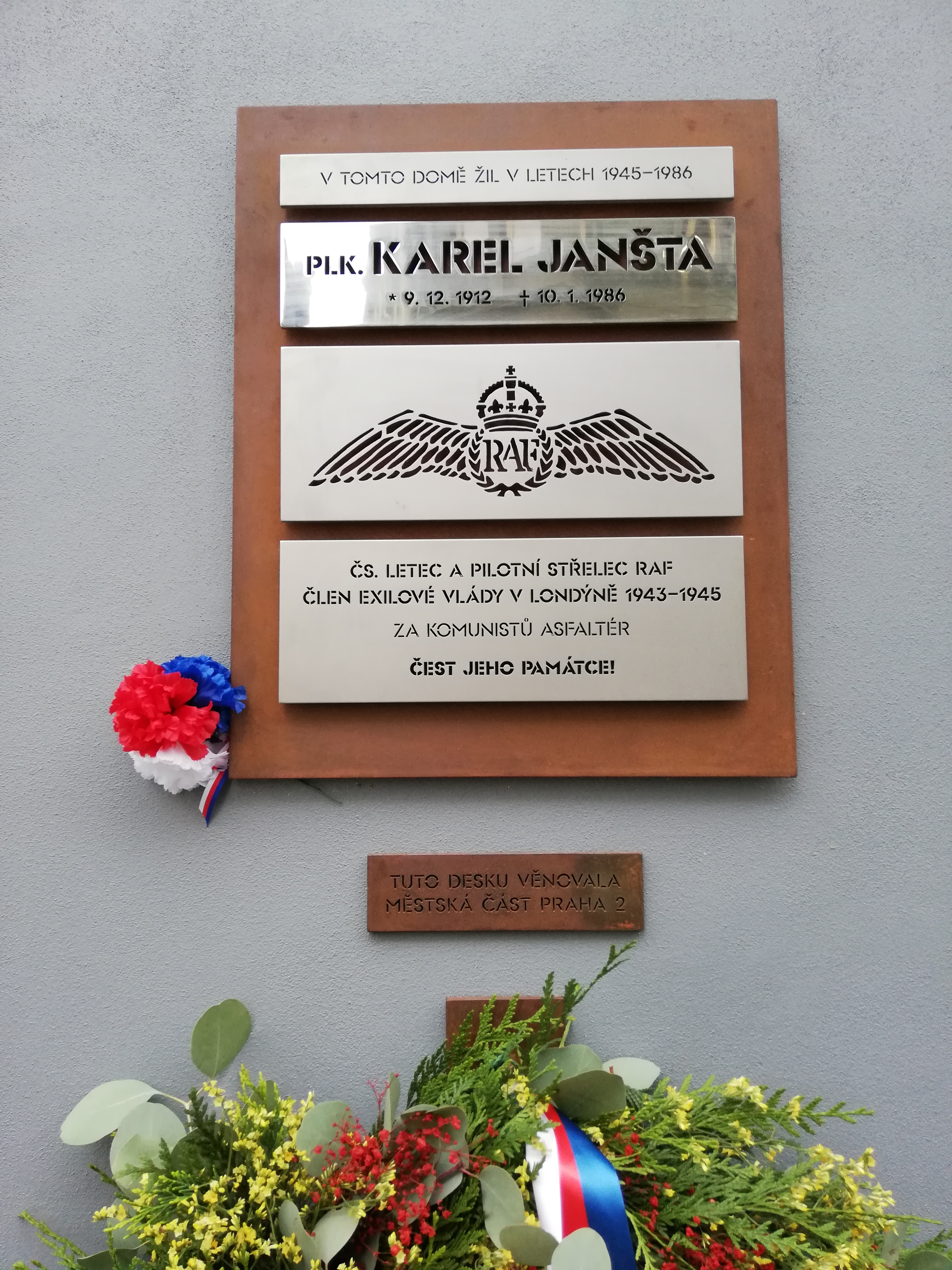
Pamětní deska Karla Janšty v Žitné ulici 32 na Praze 2